# Ronda final de la Clasificación de Concacaf para la Copa Mundial de Fútbol de 1994
La Ronda Final de la Clasificación de Concacaf para la Copa Mundial de Fútbol de 1994 fue la etapa que determinó la clasificación a la Copa Mundial de Fútbol de 1994. Se llevó a cabo del 4 de abril al 9 de mayo de 1993. México clasificó a la copa del mundo de 1994 tras ser el ganador de la última fase.

## Posiciones
| Pos. | Equipo      | Pts. | PJ | G | E | P | GF | GC | Dif. | Clasificación            |     | Bandera de México | Bandera de Canadá | Bandera de El Salvador | Bandera de Honduras |
| ---- | ----------- | ---- | -- | - | - | - | -- | -- | ---- | ------------------------ | --- | ----------------- | ----------------- | ---------------------- | ------------------- |
| 1    | México      | 10   | 6  | 5 | 0 | 1 | 17 | 5  | +12  | Mundial 1994             |     | —                 | 4:0               | 3:1                    | 3:0                 |
| 2    | Canadá      | 7    | 6  | 3 | 1 | 2 | 10 | 10 | 0    | Repesca intercontinental |     | 1:2               | —                 | 2:0                    | 3:1                 |
| 3    | El Salvador | 4    | 6  | 2 | 0 | 4 | 6  | 11 | −5   |                          |     | 2:1               | 1:2               | —                      | 2:1                 |
| 4    | Honduras    | 3    | 6  | 1 | 1 | 4 | 7  | 14 | −7   |                          | 1:4 | 2:2               | 2:0               | —                      |                     |

 Fuente: 

## Resultados

### Primera vuelta

#### Fecha 1
| 4 de abril de 1993 | El Salvador                      | 2:1 (1:0) | México          | Estadio Cuscatlán, San Salvador                                 |                                                                 |
|                    | Castro 41' (pen.) · Renderos 77' | Reporte   | García Aspe 75' | Asistencia: 40 000 espectadores Árbitro(s): Armando Pérez Hoyos | Asistencia: 40 000 espectadores Árbitro(s): Armando Pérez Hoyos |

| 4 de abril de 1993 | Honduras                             | 2:2 (1:1) | Canadá                           | Estadio Nacional, Tegucigalpa                          |                                                        |
|                    | Smith 41' (pen.) · Obando 89' (pen.) | Reporte   | Catliff 34' (pen.) · Bunbury 68' | Asistencia: 30 000 espectadores Árbitro(s): Noel Smith | Asistencia: 30 000 espectadores Árbitro(s): Noel Smith |

#### Fecha 2
| 11 de abril de 1993 | México                                      | 3:0 (1:0) | Honduras | Estadio Azteca, Ciudad de México                              |                                                               |
|                     | Flores 7' · Sánchez 76' (pen.) · Ambriz 89' | Reporte   |          | Asistencia: 120 000 espectadores Árbitro(s): Ronald Gutiérrez | Asistencia: 120 000 espectadores Árbitro(s): Ronald Gutiérrez |

| 11 de abril de 1993 | Canadá                    | 2:0 (2:0) | El Salvador | BC Place, Vancouver                                      |                                                          |
|                     | Bunbury 25' · Catliff 33' |           |             | Asistencia: 6968 espectadores Árbitro(s): Ramesh Ramdhan | Asistencia: 6968 espectadores Árbitro(s): Ramesh Ramdhan |

#### Fecha 3
| 18 de abril de 1993 | Canadá                                                  | 3:1 (0:1) | Honduras   | Swangard Stadium, Burnaby                                |                                                          |
|                     | Mobilio 52' · Baustista 62' (a.g.) · Catliff 66' (pen.) | Reporte   | Pineda 17' | Asistencia: 6868 espectadores Árbitro(s): Ramesh Ramdhan | Asistencia: 6868 espectadores Árbitro(s): Ramesh Ramdhan |

| 18 de abril de 1993 | México                               | 3:1 (1:0) | El Salvador | Estadio Azteca, Ciudad de México                           |                                                            |
|                     | Ambriz 2' · García 55' · Ramírez 66' | Reporte   | Ulloa 86'   | Asistencia: 120 000 espectadores Árbitro(s): Mario Escobar | Asistencia: 120 000 espectadores Árbitro(s): Mario Escobar |

### Segunda vuelta

#### Fecha 4
| 25 de abril de 1993 | México                                         | 4:0 (2:0) | Canadá | Estadio Azteca, Ciudad de México                         |                                                          |
|                     | Ramírez 20' 34' · Flores 53' · García Aspe 68' | Reporte   |        | Asistencia: 103 000 espectadores Árbitro(s): Berny Ulloa | Asistencia: 103 000 espectadores Árbitro(s): Berny Ulloa |

| 25 de abril de 1993 | Honduras        | 2:0 (1:0) | El Salvador | Estadio Nacional, Tegucigalpa                                      |                                                                    |
|                     | Bennett 28' 63' | Reporte   |             | Asistencia: 25 000 espectadores Árbitro(s): Joaquín Urio Velázquez | Asistencia: 25 000 espectadores Árbitro(s): Joaquín Urio Velázquez |

#### Fecha 5
| 2 de mayo de 1993 | Honduras      | 1:4 (0:2) | México                                                      | Estadio Nacional, Tegucigalpa                                         |                                                                       |
|                   | J. Flores 56' | Reporte   | García Aspe 2' · Flores 44' · García 49' · Smith 89' (a.g.) | Asistencia: 37 500 espectadores Árbitro(s): Márcio Rezende de Freitas | Asistencia: 37 500 espectadores Árbitro(s): Márcio Rezende de Freitas |

| 2 de mayo de 1993 | El Salvador  | 1:2 (0:1) | Canadá                    | Estadio Cuscatlán, San Salvador                               |                                                               |
|                   | González 58' | Reporte   | Catliff 27' · Mobilio 60' | Asistencia: 25 000 espectadores Árbitro(s): Arlington Success | Asistencia: 25 000 espectadores Árbitro(s): Arlington Success |

#### Fecha 6
| 9 de mayo de 1993, 17:00 (UTC-4) | Canadá      | 1:2 (1:1) | México                 | Varsity Stadium, Toronto                                 |                                                          |
|                                  | Bunbury 17' | Reporte   | Sánchez 36' · Cruz 84' | Asistencia: 12 000 espectadores Árbitro(s): Hellmut Krug | Asistencia: 12 000 espectadores Árbitro(s): Hellmut Krug |

| 9 de mayo de 1993, 20:00 (UTC-6) | El Salvador              | 2:1 (2:0) | Honduras   | Estadio Cuscatlán, San Salvador                            |                                                            |
|                                  | Díaz Arce 1' · Ulloa 32' | Reporte   | Zelaya 77' | Asistencia: 35 000 espectadores Árbitro(s): Arturo Angeles | Asistencia: 35 000 espectadores Árbitro(s): Arturo Angeles |

## Goleadores
4 goles
- John Catliff

3 goles
- Alex Bunbury
- Alberto García Aspe
- Luis Flores
- Ramón Ramírez

2 goles
| - Domenic Mobilio - Óscar Ulloa - Eduardo Bennett | - Ignacio Ambriz - Luis García - Hugo Sánchez |

1 gol
| - Carlos Castro - Raúl Díaz Arce - Jorge González - William Renderos - Marco Anariba | - Juan Flores - César Obando - Álex Pineda Chacón - Richardson Smith - Francisco Javier Cruz |

Autogoles
| - Dangelo Bautista (a favor de Canadá) | - Richardson Smith (a favor de México) |